# Scientismo
Lo scientismo è un atteggiamento intellettuale correlato al positivismo della seconda metà dell'Ottocento. Esso consiste nella totale fiducia nelle scienze fisiche e sperimentali e nel loro metodo, al punto di attribuire loro la capacità di spiegare tutti i fenomeni, risolvere tutti i problemi e soddisfare tutti i bisogni dell'uomo, ed esaurire l'ambito della conoscenza a scapito di ogni altra forma di sapere. Il termine ha avuto valenze positive e negative (spregiative), queste ultime connotate di dogmatismo; le negative, legate all'indebita estensione del metodo scientifico a qualsiasi aspetto della realtà, nel tempo si sono fatte prevalenti.

## Storia
Nella storia della filosofia lo scientismo nasce in Francia nella seconda metà dell'Ottocento da una costola del positivismo, sia come termine che come concetto, per indicare l'atteggiamento intellettuale in base a cui il sapere scientifico deve essere a fondamento di tutta la conoscenza in qualunque dominio, anche in etica ed in politica.
Per estensione, è una posizione filosofica che ritiene rilevante da un punto di vista conoscitivo solo ed esclusivamente la scienza nelle sue varie branche, a partire dalle scienze fisiche.
Tale accezione del termine, originata dal positivismo, ritiene che l'universo sia essenzialmente conoscibile, ma che nessuna conoscenza sia accettabile se non stabilita dal metodo scientifico. Pertanto, è respinta ogni forma di metafisica tradizionale.

## Critiche
A partire dal XX secolo, il termine ha assunto prevalentemente una connotazione negativa, come ad esempio in Gaston Milhaud, per criticare un dogmatico eccesso di fiducia nella possibilità di estendere con successo i metodi scientifici al di fuori dei loro ambiti naturali. Secondo le tesi del convenzionalismo e del costruttivismo, indica una mancanza di consapevolezza del fatto, supportato dallo studio delle grandi rivoluzioni scientifiche, che l'intero approccio epistemologico della scienza, i suoi metodi, i suoi contenuti e lo stesso paradigma dominante in una data epoca storica sono soggetti a continue variazioni, e non possono essere fissati una volta per tutte.
Alla problematica il sociologo Friedrich von Hayek ha dedicato un testo, Scientism and the Study of Society, in cui contesta l'applicazione del metodo della scienza naturale alla risoluzione dei problemi relativi alle istituzioni sociali e alla collettività. Lo scientismo, infatti, secondo Hayek, ha la presunzione di saper comprendere realtà complesse come le istituzioni sociali sulla base delle proprie fallibili conoscenze scientifiche, ignorando che le società ed i rapporti in essa vigenti sono sempre il risultato non voluto e non intenzionale delle azioni dei singoli individui, e non possono essere disegnate e ricostruite a piacimento.

Critiche ad una tale razionalità costruttivista, su cui si fonda lo scientismo, sono venute anche da Karl Popper, che, rifacendosi ad Hayek, intravede nel dogmatismo metodologico tipico dello scientismo il presupposto del totalitarismo, dato che esso ritiene di avere cognizioni sufficienti per pianificare ogni progettualità umana in maniera oggettiva, escludendo i fattori soggettivi come dei fastidiosi inconvenienti; ne deriva un modo di pensare «ingegneristico» e collettivista, incline a degenerare nel collettivismo politico. Lo scientismo, inoltre, secondo Popper, non tiene conto del fatto che la scienza non procede passivamente per induzione, ma è sempre il frutto dell'inventiva umana e, dunque occorre rivalutare il ruolo fondamentale che in essa assumono altre forme di pensiero come la metafisica. Egli considera un grande pericolo la passività tecnica tipica dell'addestramento scientifico, temendo «l'eventualità che ciò divenga una cosa normale, proprio come vedo un grande pericolo nell'aumento della specializzazione, che è anch'esso un fatto storico innegabile: un pericolo per la scienza e, in verità, anche per la nostra civiltà». Scettico sulla possibilità di approdare ad una qualunque certezza in ambito scientifico, ma non sulla necessità di ricercare la verità che è invece il presupposto del razionalismo critico, Popper sostiene l'inconsistenza di concetti come quello tanto invocato di metodo scientifico, con cui si valuta una teoria in base a un presunto criterio oggettivo: 
(Karl R. Popper, prefazione a La non esistenza del metodo scientifico (1956))